# George Alec Effinger
George Alec Effinger (* 10. Januar 1947 in Cleveland, Ohio; † 27. April 2002 in New Orleans, Louisiana) war ein US-amerikanischer Science-Fiction-Autor. Er wurde durch seine teils surrealen und teils humorvollen Geschichten bekannt.

## Leben
Effinger war der Sohn von George Paul Effinger und Ruth, geborene Uray. Er studierte 1965 und 1969 an der Yale University und 1968 an der New York University, machte aber keinen Abschluss.
1970 nahm er an dem von Robin Scott Wilson begründeten Clarion Science Fiction Writers’ Workshop teil und war im folgenden Jahr mit drei Kurzgeschichten in der ersten Clarion-Anthologie vertreten. Im gleichen Jahr veröffentlichte er vier weitere Geschichten.
Bereits 1972 wurde sein erster Roman What Entropy Means to Me für den Nebula Award nominiert. Er galt aber dennoch viele Jahre vornehmlich als Autor von Kurzgeschichten. Für die Erzählung The City of the Sands gab es im folgenden Jahr eine Nominierung für den Hugo Award.
Mit der Kurzgeschichte Schrödinger’s Kitten gewann er 1988 den Nebula Award, den Hugo Award und den japanischen Seiun-Preis. Neben seinen belletristischen Arbeiten schrieb er ab Anfang der 1970er Jahre auch Skripts für eine Reihe von Marvel-Comics.
Dass seine Romane als vergleichsweise wenig inspiriert galten, mochte mit den Umständen der Entstehung zusammenhängen. Effinger war bereits in relativ jungen Jahren mit erheblichen gesundheitlichen Problemen belastet. Die aus diesen entstehenden Kosten ließen ihn seinen zweiten Roman Relatives schreiben, um Krankenhausrechnungen zu bezahlen. Ähnliche Gründe machten ihn zum Autor einer Reihe von Romanfassungen zu der Fernsehserie Planet der Affen, da Romanfassungen und Tie-ins zwar wenig kreative Freiheit lassen, dafür aber in Relation sehr gut bezahlt werden.
Die finanziellen Folgen einer Operation führten schließlich zu einer über lange Jahre währenden wirtschaftlichen Blockade, da die Rechtsanwälte des Krankenhauses die Rechte an seinen Arbeiten pfändeten, was nur im Bundesstaat Louisiana möglich ist. Schließlich gelang es Effinger, wieder in den Besitz der Rechte an seinen Arbeiten zu gelangen. Aber durch die unmittelbaren und mittelbaren Folgen seiner Gesundheitsprobleme war seine Arbeitsfähigkeit zeitweise und vor allem in seinen letzten Lebensjahren stark eingeschränkt. Zu diesen Folgen zählte namentlich eine Schmerzmittelabhängigkeit, hinzu kamen Depressionen und Alkoholprobleme.
Die Erzählung Schrödinger’s Kitten gehört in der Zyklus der phantastischen Welt von Budayeen, einer Art von in die arabisch-islamische Welt transformiertem French Quarter, oszillierend zwischen Tausendundeiner Nacht und Cyberpunk. Die erste Geschichte aus der Budayeen-Welt war The City on the Sand, die 1973 erschien. Budayeen ließ Effinger schließlich auch Anerkennung und Anhänger als Romanautor finden, und zwar mit seiner Budayeen-Trilogie um den Protagonisten Marîd Audran, deren erster Band When Gravity Fails (1987) ebenfalls für Hugo und Nebula Award nominiert wurde. Als Gruppen von Kurzgeschichten sind weiter zu nennen die Zyklen um die Schwertkämpferin Maureen Birnbaum, gesammelt in Maureen Birnbaum, Barbarian Swordperson: The Complete Stories (1993), und die dystopische Welt von Sandor Courane, zu der auch der Roman The Wolves of Memory (1981) gehört.
Effinger heiratete 1969 Diana Smith. In zweiter Ehe war er von Mitte der 1970er bis Mitte der 1980er Jahre mit der Künstlerin Beverly Kandrac verheiratet. 1998 heiratete er die bekannte Science-Fiction- und Fantasy-Autorin Barbara Hambly und lebte mit ihr in Los Angeles, wo er für die Website der Fernsehsoap As the World Turns schrieb. Die Ehe wurde nach 2 Jahren wieder geschieden, nachdem die beiden festgestellt hatten, dass das Zusammenleben nicht funktionierte. 2000 kehrte Effinger nach New Orleans zurück, wo er 2002 starb.
Er und Hambly waren auch nach der Scheidung enge Freunde geblieben und Hambly wurde die Verwalterin seines literarischen Nachlasses. Zusammen mit Marty Halpern, dem Lektor und Herausgeber des Verlags Gryphon Press, bemühte sie sich um eine Neuauflage der teilweise schon lange nicht mehr im Druck erhältlichen Erzählungen Effingers. Das Resultat waren drei Sammlungen, deren erste mit Storys aus der Buyadeen-Welt, Buyadeen Nights (2003), Halpern noch mit Effinger zusammengestellt hatte. Es folgten George Alec Effinger Live! From Planet Earth (2005), eine von seinen Freunden und Kollegen zusammengestellte und mit Einleitungen versehene Auswahl seiner besten Geschichten, und schließlich 2007 A Thousand Deaths, eine Sammlung der Kurzgeschichten um Sandor Courane.
Die Autorin Laura Joh Rowland bezeichnete George Alec Effinger als ihren späten Mentor.

## Bibliographie

### Romane
- What Entropy Means to Me (1972)
- Relatives (1973)
- Nightmare Blue (1975, mit Gardner Dozois)
- Felicia (1976)
- Those Gentle Voices: A Promethean Romance of the Spaceways (1976)
- Death in Florence (1978, später neu aufgelegt unter dem Titel Utopia 3)
- Heroics (1979)
- Utopia 3 (1980, Neuausgabe von Death in Florence)
- The Wolves of Memory (1981)
  - Deutsch: Die Wölfe der Erinnerung. 1986, 3-453-31322-4.
- The Nick of Time (1985)
  - Deutsch: Zeitknick. 1990, 3-453-04305-7.
- Shadow Money (1988)
- Look Away (1990)
- The Red Tape War (1990, mit Mike Resnick und Jack L. Chalker)
- The Zork Chronicles (1990)

Planet der Affen (Tie-ins zur Fernsehserie)
- 1 Man the Fugitive (1974)
  - Deutsch: Hetzjagd auf dem Planet der Affen. Pabel (Terra Taschenbuch #287), 1977.
- 2 Escape to Tomorrow (1975)
  - Deutsch: Terror auf dem Planet der Affen. Pabel (Terra Taschenbuch #290), 1977.
- 3 Journey into Terror (1975)
  - Deutsch: Gefangen auf dem Planet der Affen. Pabel (Terra Taschenbuch #293), 1977.
- 4 Lord of the Apes (1976)

Nick of Time
- The Nick of Time (1985)
- The Bird of Time (1986)

Marîd Audran (Trilogie aus der Budayeen-Welt)
- When Gravity Fails (1987)
  - Deutsch: Das Ende der Schwere. 1991, 3-453-05367-2.
- A Fire in the Sun (1989)
  - Deutsch: Ein Feuer in der Sonne. 1991, 3-453-05368-0.
- The Exile Kiss (1991)
  - Deutsch: Der Kuß des Exils. 1993, 3-453-06626-X.

Die Titel der ersten beiden Bände stammen aus Texten von Bob Dylan: „When Gravity Fails“ aus dem Lied „Just Like Tom Thumb's Blues“ und „A Fire in the Sun“ aus „It's All Over Now, Baby Blue“.
Effinger hatte mit der Arbeit am vierten Band Word of Night der Reihe begonnen. Er beendete allerdings nur die ersten beiden Kapitel. Diese wurden 2003 u. a. mit weiterem Material unter dem Titel Budayeen Nights veröffentlicht.

### Computerspiele
- Circuit's Edge (1990) basierend auf den Roman When Gravity Fails.[6]

### Kurzgeschichten
- The Eight Thirty to Nine Slot (1971)
- The Westfield Heights Mall Monster (1971)
- All the Last Wars at Once (1971)
  - Deutsch: Der letzte Krieg. In: Terry Carr (Hrsg.): Die Welt, die Dienstag war. König Taschenbücher #7, 1973, ISBN 3-8082-0025-1.
- The Awesome Menace of the Polarizer (1971)
- Wednesday, November 15, 1967 (1971)
  - Deutsch: Mittwoch, den 15. November 1967. In: Thomas M. Disch (Hrsg.): Die letzten Blumen. Bastei Lübbe Science Fiction Bestseller #22029, 1981, ISBN 3-404-22029-3.
- A Free Pass to the Carnival (1971)
- Trouble Follows (1971)
- f(x)=(11/15/67) x=her, f(x)!=0 (1972)
- Things Go Better (1972)
- Timmy Was Eight (1972, als Susan Doenim)
- Live, from Berchtesgaden (1972)
- Early to Bed (1972)
- Sand and Stones (1972)
- Lights Out (1973)
- New New York New Orleans (1973)
- Rod Marquand's Jungle Adventure (1973)
- The Ghost Writer (1973)
  - Deutsch: Der Ghost-Writer. In: Wolfgang Jeschke (Hrsg.): Papa Godzilla. Heyne SF&F #4560, 1989, ISBN 3-453-03152-0.
- Hard Times (1973)
  - Deutsch: Schwere Zeiten. In: Endzeit. 1978.
- Relatives (1973)
- The City on the Sand (1973)
- Two Sadnesses (1973)
- Naked to the Invisible Eye (1973)
- The First Step (1973, als John K. Diomede)
- The Jewel in the Ash (1973, als John K. Diomede)
- And Us, Too, I Guess (1973)
  - Deutsch: Endzeit.  In: Endzeit. 1978.
- Dem Bones (1973, als John K. Diomede)
- At the Bran Foundry (1973)
  - Deutsch: In der Kleiegießerei. In: Endzeit. 1978.
- World War Two (1973)
- Ashes All My Lust (1974)
- Biting Down Hard on Truth (1974)
  - Deutsch: Der harte Kern der Wahrheit. In: Endzeit. 1978.
- Heartburn in Heaven (1974, als Susan Doenim)
- Poets and Humans (1974)
- Steve Weinraub and the Secret Empire (1974)
- This Writing "Game" (1974)
- Paradise Last (1974)
- Heartstop (1974)
- Curtains (1974)
  - Deutsch: Soldaten. In: Wulf Bergner (Hrsg.): Stadt der Riesen. Heyne SF&F #3435, 1975, ISBN 3-453-30325-3. Auch als Vorhänge in: Joe Haldeman (Hrsg.): Nie wieder Krieg. Heyne SF&F #3863, 1982, ISBN 3-453-30749-6.
- How It Felt (1974)
  - Deutsch: Gefühle. In: Endzeit. 1978.
- The Horse with One Leg (1974)
- 25 Crunch Split Right on Two (1975)
  - Deutsch: Rückblende. In: Endzeit. 1978.
- The Mothers' March on Ecstasy (1975)
- Lydectes: On the Nature of Sport (1975)
- Contentment, Satisfaction, Cheer, Well-Being, Gladness, Joy, Comfort, and Not Having to Get Up Early Any More (1976)
- Chase Our Blues Away (1976)
- Target: Berlin! (1976)
- B.K.A. The Master (1976)
- The Stuff of Legend (1977, als Susan Doenim)
- Ibid. (1977)
- Mom's Differentials (1977)
  - Deutsch: Mutters Differentialgleichungen. In: George R. R. Martin (Hrsg.): Science Fiction Preisträger 1. Moewig (Playboy Science Fiction #6742), 1985, ISBN 3-8118-6742-3.
- From Downtown at the Buzzer (1977)
  - Deutsch: Manndeckung. In: Manfred Kluge (Hrsg.): Altar Ego. Heyne SF&F #3642, 1979, ISBN 3-453-30555-8.
- The Exempt (1977)
- Strange Ragged Saintliness (1978)
- The Last Full Measure (1978)
- The Pinch-Hitters (1979)
- The Depression of 1980 (1979)
- Breakaway (1981)
- Terrific Park (1981)
- Maureen Birnbaum, Barbarian Swordsperson (1982)
- My Old Man (1982)
- The Thing from the Slush (1982)
- In the Wings (1982)
  - Deutsch: Hinter der Bühne. In: Friedel Wahren (Hrsg.): Isaac Asimovs Science Fiction Magazin 16. Folge. Heyne SF&F #3940, 1982, ISBN 3-453-30866-2.
- Opening Night (1982)
- The Royal Annie (1982)
- The Wooing of Slowboat Sadie (1982)
  - Deutsch: Die Werbung um Schlepper-Sadie. In: Terry Carr (Hrsg.): Die schönsten Science Fiction Stories des Jahres: Band 3. Heyne SF&F #4165, 1985, ISBN 3-453-31123-X.
- Born Yesterday (1982)
- The Man Outside (1983)
- The World of Pez Pavilion: Preliminary to the Groundbreaking Ceremony (1983)
- Afternoon Under Glass (1983)
- Mars Needs Beatniks (1984)
- White Hats (1984)
- Two Bits (1984)
- How F. Scott Fitzgerald Became Beloved in Springfield (1984)
- The Artist Passes It By (1984)
- The Aliens Who Knew, I Mean, Everything (1984)
  - Deutsch: Die Außerirdischen, die einfach alles wußten. In: Ronald M. Hahn (Hrsg.): Der Zeitseher. Heyne SF&F #4265, 1986, ISBN 3-453-31244-9.
- The Man Who Decided the Truth About Todd and Adriana's Baby (1984)
  - Deutsch: Der Mann, der die Wahrheit über Todd und Adrianas Baby bestimmte. In: Ronald M. Hahn (Hrsg.): Der Schatten des Sternenlichts. Heyne SF&F #4315, 1986, ISBN 3-453-31311-9.
- The Day the Invaders Came (1984)
- The Beast from One-Quarter Fathom (1985)
- Unferno (1985)
  - Deutsch: Unferno. In: Friedel Wahren (Hrsg.): Isaac Asimov's Science Fiction Magazin 35. Folge. Heyne SF&F #4690, 1990, ISBN 3-453-04272-7.
- Babes on Bawd Way (1985)
- The Bird of Time Bears Bitter Fruit (1985)
- From the Desk Of (1986)
- The Funny Trick They Played on Old McBundy's Son (1986) with Jack C. Haldeman, II
- Maureen Birnbaum at the Earth's Core (1986)
  - Deutsch: Maureen Birnbaum im Mittelpunkt der Erde. In: Ronald M. Hahn: Die Wildnis einer großen Stadt. Heyne SF&F #4438, 1987, ISBN 3-453-00468-X.
- The Wisdom of Having Money (1986)
- Yesterday's Gone (1986)
- Skylab Done It (1987)
- The Man Who Devoured Literature (1987)
- Maureen Birnbaum on the Art of War (1987)
- Maureen Birnbaum on the Art of War (as told to Bitsy Spiegelman Fein) (1987)
- So Shall Ye Reap (1987)
- Glimmer, Glimmer (1987)
- Another Dead Grandfather (1987)
- King of the Cyber Rifles (1987)
  - Deutsch: König der Cyberschützen. In: Michael Nagula (Hrsg.): Atomic Avenue. Heyne SF&F #4704, 1990, ISBN 3-453-04287-5.
- Put Your Hands Together (1988)
- Slow, Slow Burn (1988)
- Schrödinger's Kitten (1988)
- The Nolacon Visitation (1988, mit zahlreichen anderen Autoren)
- Posterity (1988)
- Talking Heads (1988)
- CHESS.BAT: A New Wave Story (1989)
- Everything But Honor (1989)
- Terminal (1989)
- Marîd Changes His Mind (1989)
  - Deutsch: Marîd läßt sich aufrüsten. In: Friedel Wahren (Hrsg.): Isaac Asimov's Science Fiction Magazin 38. Folge. Heyne SF&F #4855, 1991, ISBN 3-453-05377-X.
- The Origin of the Polarizer (1989)
- Irresistible (1989)
- Maureen Birnbaum After Dark (1989)
- Chopped Liver (1989)
- Shrunk (1990)
- The Exile Kiss (Preview) (1990)
- No Prisoners (1990)
- Double Dribble (1990)
- Look Away (1990)
- Fatal Disk Error (1990)
- The Riddle of the Czars (1990)
- Maureen Birnbaum Goes Shopynge (1991)
- Who Dat (1991)
- The Reinvention of War (1991)
- The Last Supper and a Falafel to Go (1991)
- Prince Pat (1992)
- The World as We Know It (1992)
- Water of Life (1992)
- Mango Red Goes to War (1992)
- Albert Schweitzer and the Treasures of Atlantis (1993)
- Beast (1993)
- The Ugly Earthling Murder Case (1993)
- Maureen Birnbaum and the Saint Graal (1993)
- Maureen Birnbaum at the Looming Awfulness (1993)
- Maureen Birnbaum's Lunar Adventure (1993)
- The Wicked Old Witch (1993)
- Good Night, Duane Allman (1994)
- Housebound (1994)
- The Fifteen-Minute Falcon (1994)
- Martian Memorial to Elvis Sighted (1994)
- Maureen Birnbaum on a Hot Tin Roof (1994)
- Shootout at Gower Gulch (1994)
- The Musgrave Version (1995)
- One (1995)
- Maureen Birnbaum in the MUD (1995)
- Marîd and the Trail of Blood (1995)
- Seven Nights in Slumberland (1996)
- The Great God Quay: The Tale of Barada and the Weequays (1996)
- Mars: The Home Front (1996)
- Maureen Birnbaum Pokes an Eye Out (1996)
- Solo in the Spotlight (1997)
- Marîd Throws a Party (2003)
- The Plastic Pasha (2003)
- Walking Gods (2004)

Sammlungen
- Mixed Feelings (1974)
- Irrational Numbers (1976)
  - Deutsch: Endzeit. Goldmann Science Fiction #23291, 1978, ISBN 3-442-23291-0.
- Dirty Tricks (1978)
- Idle Pleasures (1983)
- The Old Funny Stuff (1989)
- Maureen Birnbaum, Barbarian Swordperson: The Complete Stories (1993)
- Budayeen Nights (2003)
- George Alec Effinger Live! From Planet Earth (2005)
- A Thousand Deaths (2007)

Deutsche Sammlung:
- Der Mars braucht Beatniks: Phantastische Geschichten, Satiren und Grotesken. Übersetzt, herausgegeben und eingeleitet von Michael Nagula. Sammlung Luchterhand #794, 1988, ISBN 3-630-61794-8.

### Comics
- Wasteland — on a Weirdling World (Creatures on the Loose #18, Marvel, Juli 1972)
- The Long Road to Nowhere (Creatures on the Loose #19, Marvel, September 1972)
- Moon of Madness, Moon of Fear! (Chamber of Chills #1, Marvel, November 1972)
- What Price Victory? (Creatures on the Loose #20, Marvel, November 1972)
- More Than Blood! (Journey into Mystery #2, Marvel, Dezember 1972)
- Two Worlds to Win! (Creatures on the Loose #21, Marvel, Januar 1973)
- All the Shapes of Fear! (Chamber of Chills #3, Marvel, März 1973)
- Thongor! Warrior of Lost Lemuria! (Creatures on the Loose #22, Marvel, März 1973)
- Where Broods the Demon! (Creatures on the Loose #23, Marvel, Mai 1973)
- Red Swords, Black Wings! (Creatures on the Loose #24, Marvel, Juli 1973)
- The Wizard of Lemuria! (Creatures on the Loose #25, Marvel, September 1973)
- The Mouse Alone! (Sword of Sorcery #5, Marvel, November/Dezember 1973)
- Heartstop (Haunt of Horror #1, Marvel, Mai 1974)
- More Than Blood! (Doomsday  #17, K. G. Murray, Juli 1974)
- All the World Wars at Once! (Fantastic Four #161, Marvel, August 1975)
- Neil and Buzz in Space and Time #1 (Fantagraphics, April 1989)